# Henrik Rosenström
Henrik Rosenström (före adlandet Thuen), född 1624 i Nyköping, död 17 oktober 1676 i Stockholm, var en svensk köpman.

## Biografi
Henrik Rosenström var son till handlaren Michael Thuen. Han vann 1653 burskap som grosshandare i Stockholm, där han drev handel i kompanjonskap med Joachim Potter. Han var delägare i flera stora företag, bland annat Tjärukompaniet, där han innehade en av direktörsposterna, Sockerkompaniet, Västerviks skeppskompani och Ostindiska kompaniet samt var verksam som redare och inom järnhanteringen. Hans ställning som en av de tongivande inom den dåtida internationellt präglade köpmansaristokratin gjorde honom livligt anlitad av kronan i dess försök att tillgodose sitt kapitalbehov. 1665 anslöt han sig till de då kallade kopparkontrahenterna, vilka arrenderade handeln med kronans koppar. De köpmanskrediter, som under Karl XI:s förmyndarregering bildade en av statshushållningens hörnstenar, härrörde till en inte obetydlig del från Rosenström. Han ägde stenhus på Södermalm och två malmgårdar samt ett flertal jordegendomar, bland annat Vällinge i Salems socken, där han drev ett mässingsbruk. Han blev 1665 extraordinarie kommissarie i Kommerskollegium, blev 1666 ledamot av myntkommissionen och adlades 1672.